# Roger That
Roger That è un singolo di diversi artisti associati alla Young Money Entertainment, pubblicato nel 2010 ed estratto dall'album collaborativo We Are Young Money. La canzone è interpretata in particolare da Lil Wayne, Tyga e Nicki Minaj.

## Tracce
- Download digitale

1. Roger That – 3:29